# Friedrich Bergius
Friedrich Karl Rudolf Bergius je bil nemški kemik, * 11. oktober 1884, Breslau (Wrocław), Nemčija, † 30. marec 1949, Buenos Aires, Argentina.
Razvil je tako imenovani Bergiusov postopek za sintezo goriv iz premoga. Za iznajdbe in prispevke v razvoju visokotlačnih industrijskih kemičnih procesov je leta 1931 skupaj s Carlom Boschem prejel Nobelovo nagrado za kemijo. Med drugo svetovno vojno je sodeloval z IG Farben, ki je med drugim proizvajala tudi zloglasni Zyklon B, zato je po vojni pobegnil v Argentino, kjer je bil svetovalec na Ministrstvu za industrijo.

## Akademska kariera
Pred študijem kemije je šest mesecev delal v jeklarni v Mühlheimu. Študirati je začel leta 1903  na Univerzi v Breslauu in študij po samo štirih letih zaključil z doktoratom na Univerzi v Leipzigu leta 1907. Teza njegovega doktorata, ki ga je opravil pod mentorstvom Arthurja Rudolfa Hantzscha, je bila žveplova kislina kot topilo. Leta 1909 je na Univerzi v Karlsruheju  en semester sodeloval s Fritzom Haberjem in Carlom Boschem pri razvoju Haber-Boschevega procesa za sintezo amonijaka. Še isto leto je bil povabljan na Univerzo v Hanovru, kjer naj bi na položaju profesorja sodeloval z Maxom Bodensteinom na razvoju ideje o kemijski kinetiki.

## Delo

### Sintetično gorivo iz premoga
Bergius je med habilitacijo razvijal visokotlačne in visokotemperaturne tehnike na ogljik vsebujočih substratih in leta 1913 patentiral Bergiusov postopek, s katerim so se tekoči ogljikovodiki, proizvedeni s hidrogeniranjem rjavega premoga, uporabili za proizvodnjo sintetičnih goriv. Postopek je razvil mnogo pred splošno znanim Fischer-Tropschevim postopkom.  Leta 1914 ga je Theodor Goldschmidt povabil, naj v njegovi tovarni Th. Goldschmidt AG zgradi industrijski obrat za sintezo goriv. Proizvodnja je stekla šele leta 1919, ko je po prvi svetovni vojni potreba po gorivih že upadla. Tehnične težave, inflacija in stalne kritike Franza Fischerja, ki mu je po razvoju svojega postopka odklonil podporo, so Bergiusa prisilile, da je svoj patent prodal BASF, kjer je njegov razvoj nadaljeval Carl Bosch. Pred drugo svetovno vojno je delovalo več tovarna za sintezo bencina z letno zmogljivostjo 4 milijonov ton.

### Sladkor iz lesa
Hidroliza celuloze iz lesa, s katero bi se industrijsko proizvajal sladkor, je bila za Bergiusa težka naloga. Po preselitvi  v Heidelberg je začel postopek izboljševati in načrtovati industrijsko proizvodnjo. Zaradi visokih stroškov in tehničnih problemov je skoraj bankrotiral. Sodnijski uradniki so ga v imenu upnikov celo spremljali v Stockholm, da bi dobili denar od njegove Nobelove nagrade za kemijo leta 1931. 
Avtarkično gibanje v Nemčiji pred drugo svetovno vojno je spodbudilo gradnjo več tovarn za proizvodnjo sladkorja. Bergius se je preselil v Berlin, kjer je imel v razvoju samo obrobno vlogo. Njegovi obrati v Bad Gasteinu v Avstriji, laboratorij in  hiša so bili uničeni v letalskem napadu. Ostanek vojne je preživel v Avstriji. 

### Mednarodno udejstvovanje
Po drugi svetovni vojni je postalo njegovo državljanstvo zaradi sodelovanja z IG Farben vprašljivo, zato se je odselil iz Nemčije in deloval kot svetovalec v Italiji, Turčiji, Švici in Španiji. Nazadnje je emigriral  v Argentino, kjer je služboval kot svetovalec na Ministrstvu za industrijo. Umrl je v Buenos Airesu, kjer je tudi pokopan.

## Nobelova nagrada
Bergius je za svoje prispevke k razvoju visokotlačnih kemičnih procesov skupaj s Carlom Boschem leta 1931 prejel Nobelovo nagrado za kemijo.